# يوهان فريدريك إنجل
يوهان فريدريك إنجل (بالألمانية: Johann Friedrich Engel)‏ هو رسام ألماني، ولد في 27 أبريل 1844 في Bernkastel ‏، وتوفي في 2 مارس 1921 في ميونخ في ألمانيا.